# Danny Califf
Daniel Benjamin "Danny" Califf (Montclair, California, 17 de marzo de 1980) es un exfutbolista estadounidense.

## Trayectoria
Su comienzo profesional como futbolista fue entre 1998 y 2000 en el equipo de la University of Maryland, College Park.

### Selección nacional
Con la Estados Unidos ha jugado en 23 partidos marcando un gol, desde 2002 a 2009.

## Clubes
| Club                 | País           | Año       |
| -------------------- | -------------- | --------- |
| Los Ángeles Galaxy   | Estados Unidos | 2000-2004 |
| San Jose Earthquakes | Estados Unidos | 2005      |
| Aalborg Boldspilklub | Dinamarca      | 2006-2008 |
| FC Midtjylland       | Dinamarca      | 2008-2009 |
| Philadelphia Union   | Estados Unidos | 2010-2012 |
| Chivas USA           | Estados Unidos | 2012      |
| Toronto FC           | Canadá         | 2012      |

## Palmarés

### Campeonatos nacionales
| Título                   | Club                 | País           | Año  |
| ------------------------ | -------------------- | -------------- | ---- |
| Lamar Hunt U.S. Open Cup | Los Angeles Galaxy   | Estados Unidos | 2001 |
| MLS Cup                  | Los Angeles Galaxy   | Estados Unidos | 2002 |
| MLS Supporters' Shield   | Los Angeles Galaxy   | Estados Unidos | 2002 |
| MLS Supporters' Shield   | San Jose Earthquakes | Estados Unidos | 2005 |
| Superliga Danesa         | Aalborg Boldspilklub | Dinamarca      | 2008 |

### Copas internacionales
| Título                           | Club               | País           | Año  |
| -------------------------------- | ------------------ | -------------- | ---- |
| Copa de Campeones de la Concacaf | Los Angeles Galaxy | Estados Unidos | 2000 |
| Copa de Oro de la CONCACAF       | Estados Unidos     | Estados Unidos | 2002 |
| Copa de Oro de la CONCACAF       | Estados Unidos     | Estados Unidos | 2005 |